# Curassanthura canariensis
Curassanthura canariensis är en kräftdjursart som beskrevs av Johann-Wolfgang Wägele 1985. Curassanthura canariensis ingår i släktet Curassanthura och familjen Leptanthuridae. Inga underarter finns listade i Catalogue of Life.